# Doulevant-le-Petit
Pour l’article homonyme, voir Doulevant-le-Château.
Doulevant-le-Petit est une commune française située dans le département de la Haute-Marne, en région Grand Est.

## Géographie
|                   | Rachecourt-Suzémont |                   |
| Bailly-aux-Forges | Doulevant-le-Petit  | Ville-en-Blaisois |
|                   | Ville-en-Blaisois   | Ville-en-Blaisois |

### Hydrographie
La commune est dans la région hydrographique « la Seine de sa source au confluent de l'Oise (exclu) » au sein du bassin Seine-Normandie. Elle est drainée par la Blaise, l'ancienne rigole d'alimentation du Réservoir Leschères, le Fossé 02 de la commune de Ville-en-Blaisons,.
La Blaise, d'une longueur de 86 km, prend sa source dans la commune de Gillancourt et se jette  dans la Marne à Isle-sur-Marne, après avoir traversé 34 communes. 

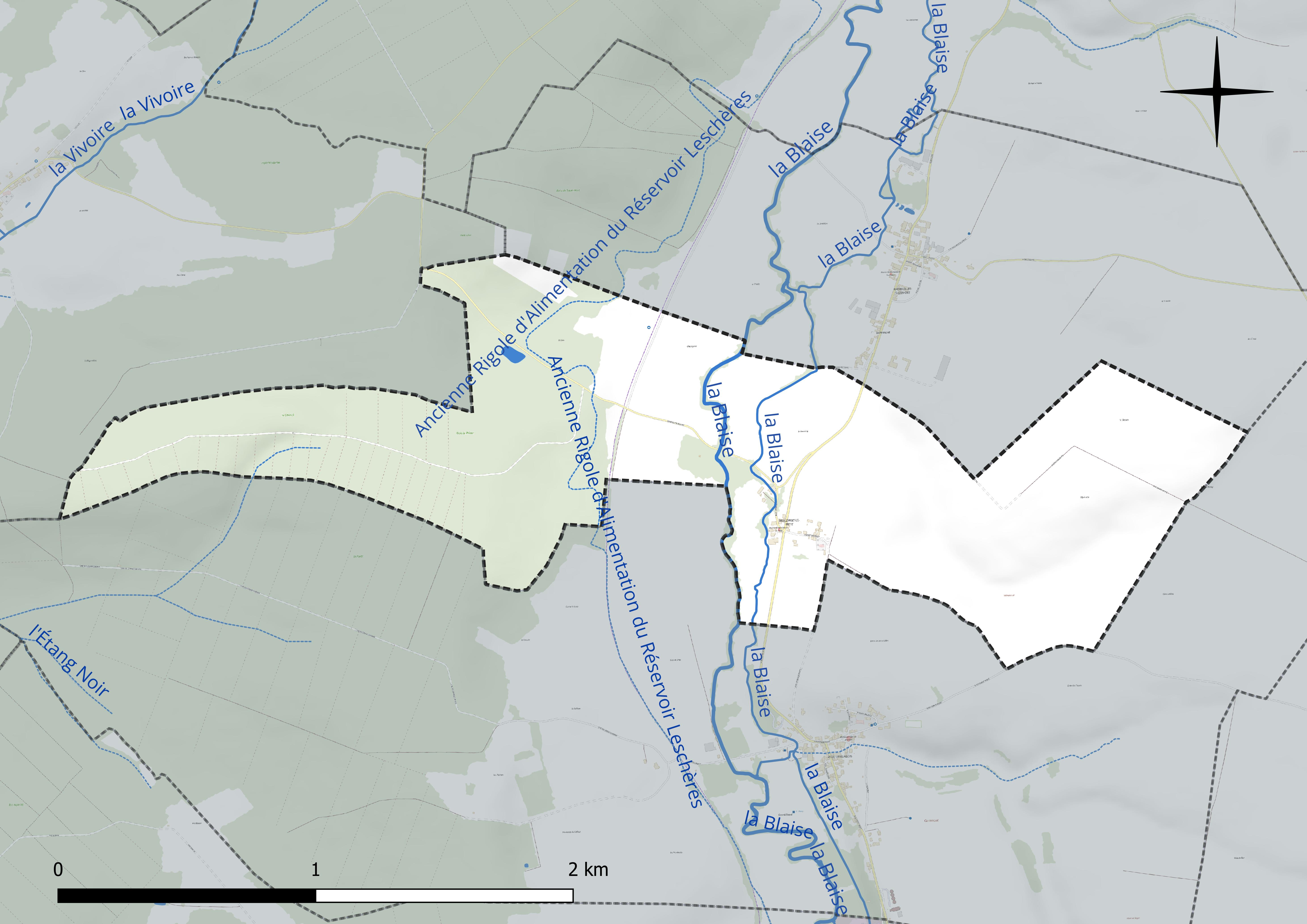
Réseau hydrographique de Doulevant-le-Petit.

### Climat
Pour des articles plus généraux, voir Climat du Grand Est et Climat de la Haute-Marne.
En 2010, le climat de la commune est de type climat des marges montargnardes, selon une étude du Centre national de la recherche scientifique s'appuyant sur une série de données couvrant la période 1971-2000. En 2020, Météo-France publie une typologie des climats de la France métropolitaine dans laquelle la commune est exposée à un climat océanique altéré et est dans la région climatique  Lorraine, plateau de Langres, Morvan, caractérisée par un hiver rude (1,5 °C), des vents modérés et des brouillards fréquents en automne et hiver. 
Pour la période 1971-2000, la température annuelle moyenne est de 10,2 °C, avec une amplitude thermique annuelle de 15,8 °C. Le cumul annuel moyen de précipitations est de 903 mm, avec 13 jours de précipitations en janvier et 9,3 jours en juillet. Pour la période 1991-2020, la température moyenne annuelle observée sur la station météorologique de Météo-France la plus proche, « Blécourt », sur la commune de Blécourt à 12 km à vol d'oiseau, est de 10,8 °C et le cumul annuel moyen de précipitations est de 879,6 mm. 
La température maximale relevée sur cette station est de 40,2 °C, atteinte le 25 juillet 2019 ; la température minimale est de −18 °C, atteinte le 20 décembre 2009,,. 
Les paramètres climatiques de la commune ont été estimés pour le milieu du siècle (2041-2070) selon différents scénarios d'émission de gaz à effet de serre à partir des nouvelles projections climatiques de référence DRIAS-2020. Ils sont consultables sur un site dédié publié par Météo-France en novembre 2022.

## Urbanisme

### Typologie
Au 1er janvier 2024, Doulevant-le-Petit est catégorisée commune rurale à habitat très dispersé, selon la nouvelle grille communale de densité à sept niveaux définie par l'Insee en 2022.
Elle est située hors unité urbaine. Par ailleurs la commune fait partie de l'aire d'attraction de Saint-Dizier, dont elle est une commune de la couronne,. Cette aire, qui regroupe 72 communes, est catégorisée dans les aires de 50 000 à moins de 200 000 habitants,.

### Occupation des sols
L'occupation des sols de la commune, telle qu'elle ressort de la base de données européenne d’occupation biophysique des sols Corine Land Cover (CLC), est marquée par l'importance des territoires agricoles (59 % en 2018), en diminution par rapport à 1990 (61,9 %). La répartition détaillée en 2018 est la suivante : 
terres arables (44,6 %), forêts (41 %), prairies (10,8 %), zones agricoles hétérogènes (3,6 %). L'évolution de l’occupation des sols de la commune et de ses infrastructures peut être observée sur les différentes représentations cartographiques du territoire : la carte de Cassini (XVIIIe siècle), la carte d'état-major (1820-1866) et les cartes ou photos aériennes de l'IGN pour la période actuelle (1950 à aujourd'hui).

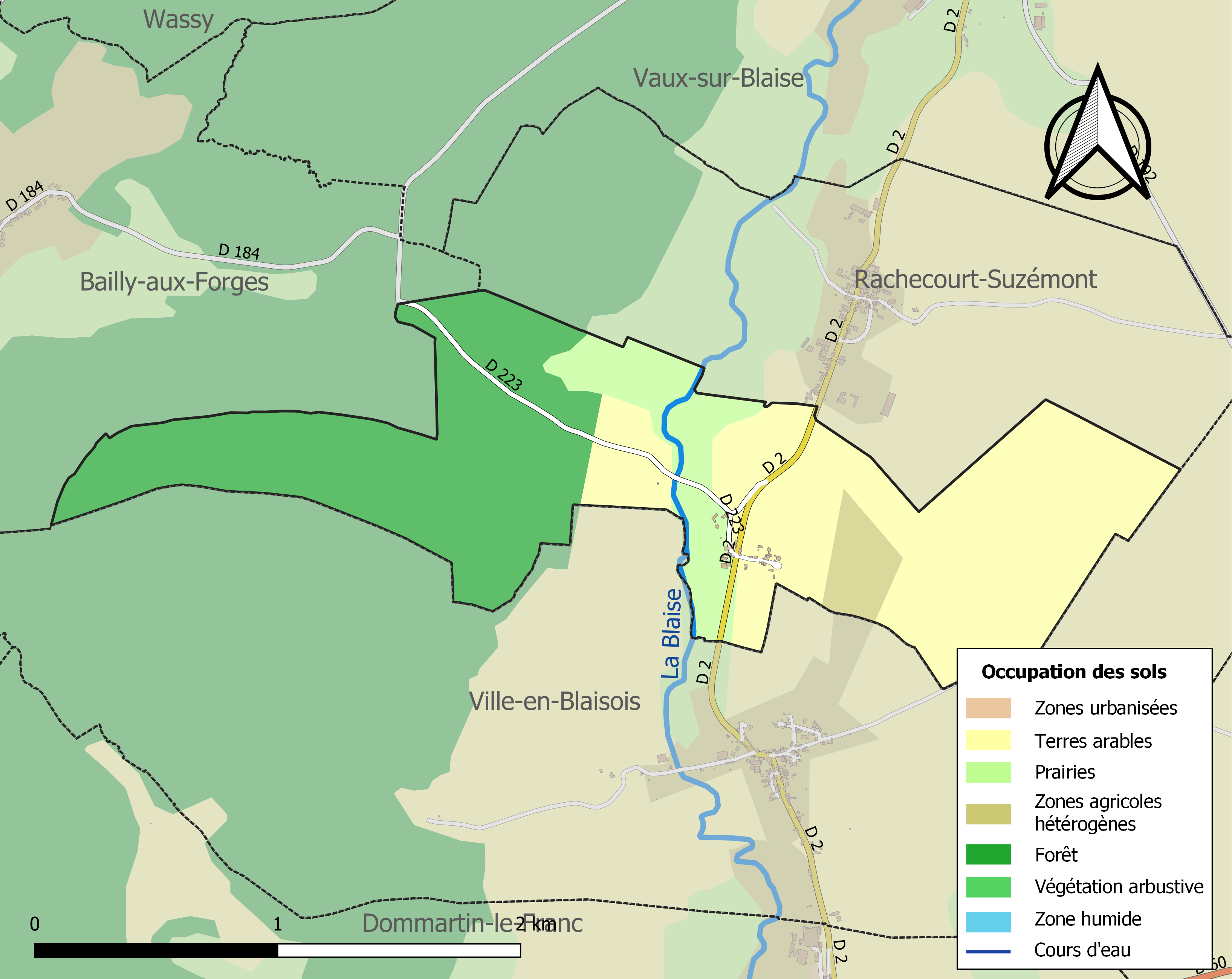
Carte des infrastructures et de l'occupation des sols de la commune en 2018 (CLC).

## Toponymie
Le nom de la localité est attesté sous les formes Donlovenz Parvus (1193) ; Doulevant Parvus (1214) ; Donnus Lupentius Parvus (1266) ; Dolosus Ventus (1402) ; Doullevant le Petit (1763) ; Doulevent le Petit (XVIIIe siècle).

Le toponyme Doulevant est un hagiotoponyme caché, issu du bas latin domnus et le nom  du saint Lupentius, qui fait référence à saint Louvent (saint Lupien).
Le qualificatif « petit » est d'une utilisation assez fréquente pour distinguer la plus petite de deux localités homonymes proches géographiquement.

## Histoire
La première mention de Doulevant-le-Petit apparaît en 1193, à l'époque où le village était encore une seigneurie.
Alors qu'ils sont prévus dans chaque commune par la loi du 21 mars 1793, le comité de surveillance local ne se crée qu’en octobre, après la loi du 17 septembre qui précise leur organisation. La commune étant peu peuplée, il fut impossible de trouver les douze membres et la commune renonça.
Au XIXe siècle, Doulevant-le-Petit a failli ne plus être une commune à part entière. Nicolas Dauphin, édile qui a marqué l’histoire du bourg par son chauvinisme sans faille, démontre, alors qu’un projet de loi remettait en cause l’autonomie de sa commune, a décidé qu’il était hors de question que Doulevant-le-Petit soit rattachée à Ville-en-Blaisois, « Doulevant-le-Petit se gérait toute seule et elle continuerait à se gérer toute seule ».

## Politique et administration
| Période   | Période  | Identité          | Étiquette | Qualité |
| --------- | -------- | ----------------- | --------- | ------- |
| mars 2001 | 2014     | Jeannine Banaszak |           |         |
| 2014      | En cours | Danielle Saleur   |           |         |

## Population et société

### Démographie

#### Évolution démographique
L'évolution du nombre d'habitants est connue à travers les recensements de la population effectués dans la commune depuis 1793. Pour les communes de moins de 10 000 habitants, une enquête de recensement portant sur toute la population est réalisée tous les cinq ans, les populations de référence des années intermédiaires étant quant à elles estimées par interpolation ou extrapolation. Pour la commune, le premier recensement exhaustif entrant dans le cadre du nouveau dispositif a été réalisé en 2004.

En 2022, la commune comptait 16 habitants, en évolution de −44,83 % par rapport à 2016 (Haute-Marne : −4,62 %, France hors Mayotte : +2,11 %).
| 1793 | 1800 | 1806 | 1821 | 1831 | 1836 | 1841 | 1846 | 1851 |
| ---- | ---- | ---- | ---- | ---- | ---- | ---- | ---- | ---- |
| 56   | 52   | 53   | 49   | 51   | 53   | 68   | 74   | 69   |

| 1856 | 1861 | 1866 | 1872 | 1876 | 1881 | 1886 | 1891 | 1896 |
| ---- | ---- | ---- | ---- | ---- | ---- | ---- | ---- | ---- |
| 59   | 64   | 63   | 68   | 67   | 58   | 50   | 48   | 43   |

| 1901 | 1906 | 1911 | 1921 | 1926 | 1931 | 1936 | 1946 | 1954 |
| ---- | ---- | ---- | ---- | ---- | ---- | ---- | ---- | ---- |
| 38   | 38   | 36   | 64   | 29   | 29   | 28   | 42   | 31   |

| 1962 | 1968 | 1975 | 1982 | 1990 | 1999 | 2004 | 2006 | 2009 |
| ---- | ---- | ---- | ---- | ---- | ---- | ---- | ---- | ---- |
| 25   | 32   | 19   | 24   | 28   | 36   | 42   | 42   | 48   |

| 2014 | 2019 | 2022 | - | - | - | - | - | - |
| ---- | ---- | ---- | - | - | - | - | - | - |
| 34   | 20   | 16   | - | - | - | - | - | - |